# 大臺灣蘚
大臺灣蘚（学名：Taiwanobryum robustum）为毛蘚科臺灣蘚屬下的一个种。